# Izopentenyloadenina
Izopentenyloadenina – organiczny związek chemiczny z grupy pochodnych adeniny, naturalny hormon roślinny, który reguluje wzrost i rozwój roślin. Należy do fitohormonów z grupy cytokinin.